# Jean Pénicaud I
Jean Pénicaud I (Limoges, circa 1490 – Limoges, dopo 1543) è stato un pittore francese che dipingeva a smalto su rame, secondo i dettami di un'arte praticata a Limoges.

## Biografia
Jean Pénicaud I era figlio di Nardon Pénicaud, fondatore della dinastia di pittori a smalto di Limoges (i Pénicaud), fratello di Pierre Pénicaud e di Léonard Pénicaud.
La loro arte si caratterizzava nell'imprimere sul rame, verniciato di color bianco, i colori a smalto, con risultati che si allontanavano sempre più dalla semplice decorazione.
Jean Pénicaud I lavorò spesso assieme al fratello Léonard, distinguendosi per una maggiore influenza ricevuta dal rinascimento italiano e per una maggiore scelta di colori.
Tra le sue opere si può menzionare una Flagellazione, derivata da un'incisione di Albrecht Dürer.

## Opere
- L'Annunciazione, Museo nazionale di Varsavia;
- Flagellazione;
- Crocifissione, Museo del Louvre;
- La partenza di Enea da Cartagine;
- L'Ultima Cena, National Gallery of Art.

Jean Pénicaud I
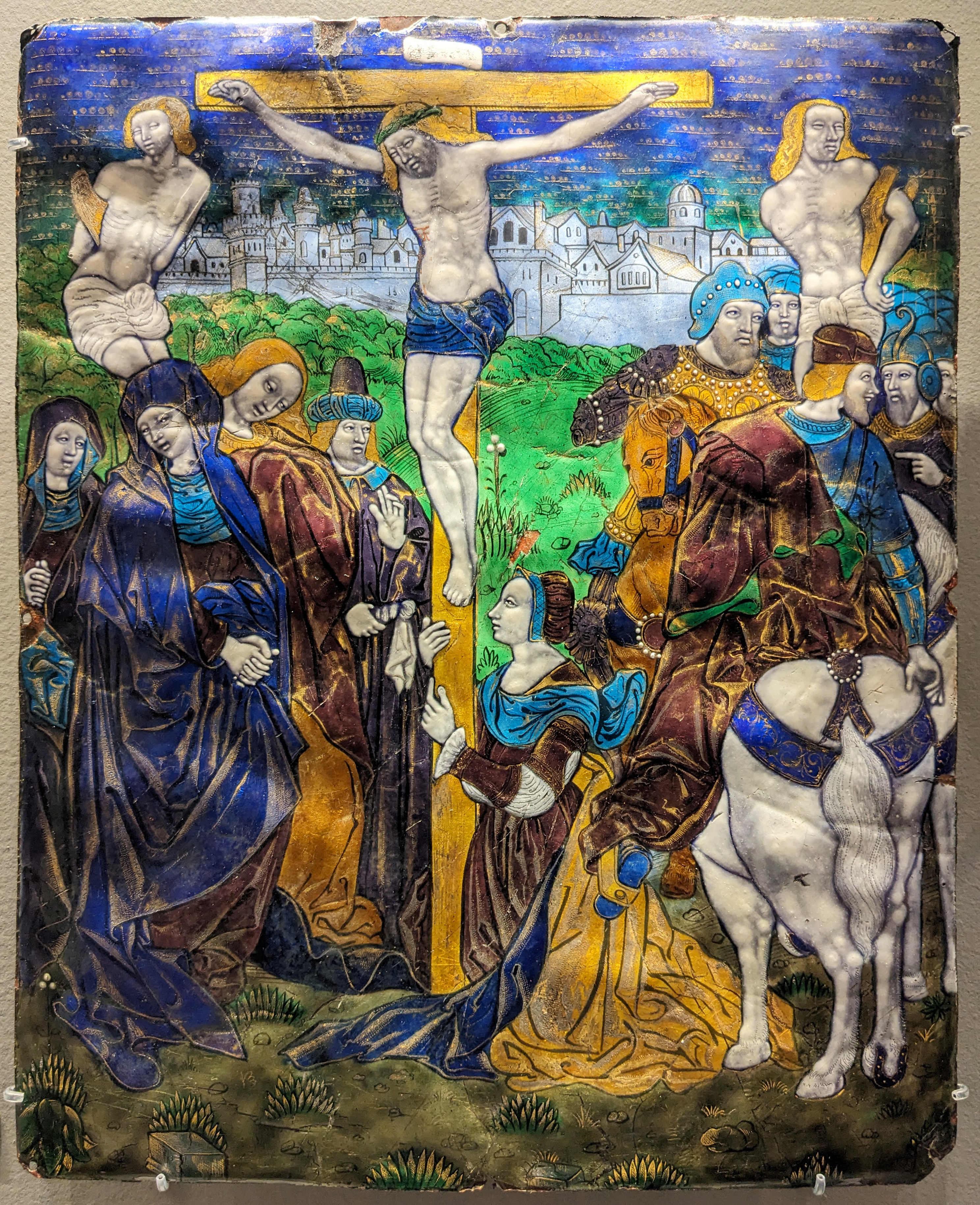
Crocifissione, Museo del Louvre
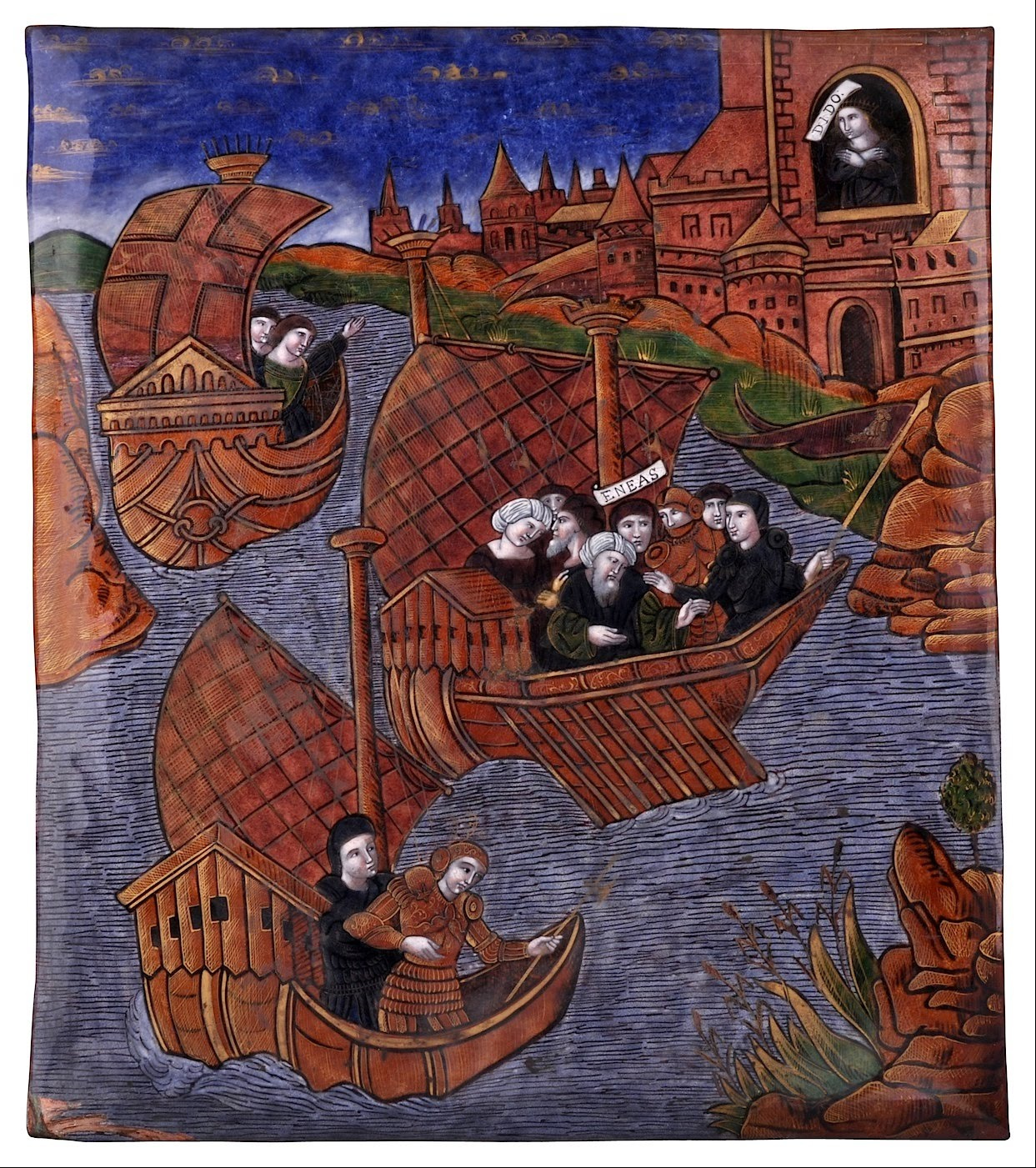
La partenza di Enea da Cartagine
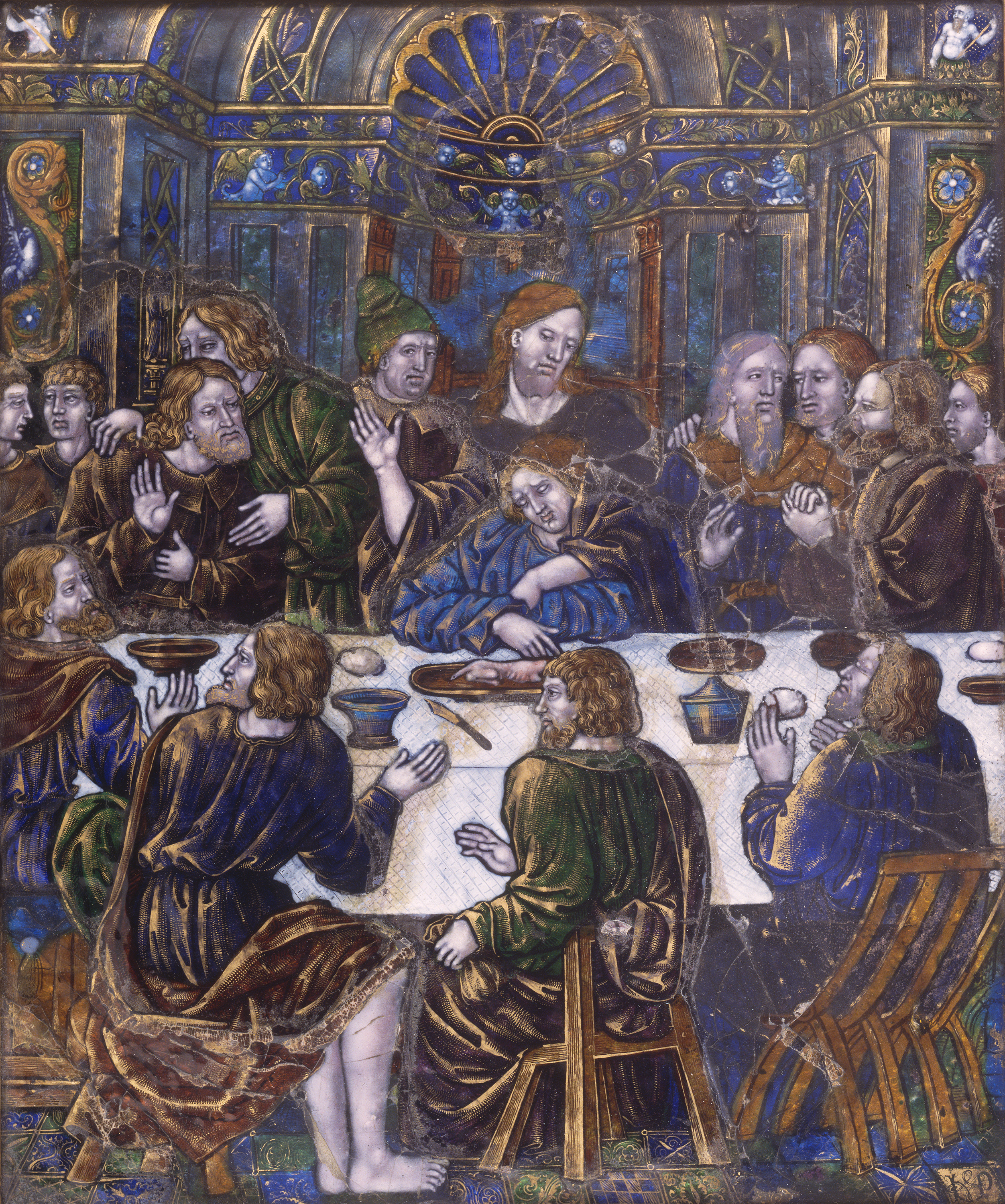
L'Ultima Cena, National Gallery of Art